# Słonowice (Kobylnica)
Słonowice (deutsch Groß Schlönwitz) ist ein Dorf im Powiat Słupski der Woiwodschaft Pommern in Polen. Es gehört zur Stadt-und-Land-Gemeinde Kobylnica.

## Geografische Lage
Das Straßendorf Słonowice liegt vierzehn Kilometer südwestlich der Kreisstadt Słupsk (Stolp) und siebzehn Kilometer südöstlich von Sławno (Schlawe). Zu dem Dorf gehören die Ortschaften Dobrzęcino (Dubberzin) und Słonowiczki (Klein Schlönwitz). 
Słonowice (Schlönwitz Bahnhof) ist Bahnstation an der Bahnstrecke Piła–Ustka. Es liegt an einer Nebenstraße, die von der Landesstraße 6 (= Europastraße 28) (früher Reichsstraße 2) bei Reblino (Reblin) abzweigt und nach Wrząca (Franzen) führt mit einer Abzweigung über Kczewo (Egsow) und Tychowo ((Wendisch) Tychow) an der Woiwodschaftsstraße 209.
Durch den Ort fließt in Nord-Süd-Richtung ein Bach (Egsower Bach), der bei Runowo Sławieńskie (Klein Runow) entspringt und später in die Bystrzenica (Biesternitz), einen Nebenfluss der Wieprza (Wipper), mündet.

## Name
Groß Schlönwitz, früher nur Schlönwitz, kommt auch in den Namensformen Schlennewitz oder Schlönnewitz vor. Einen gleichnamigen Ort Schlönwitz gab es im Landkreis Belgard (Persante) ebenso, wie heute der Name Słonowice im heutigen Powiat Białogardzki. 
Der Name leitet sich entweder vom slawischen slono (= salzig) oder aber von slonce (= Sonne) ab.

## Geschichte
Die Dörfer Schlönwitz und Dubberzin gehörten zum Besitz derer von Kleist, die sie wohl von der Familie von Puttkamer übernommen haben. Um 1840 verkaufte Mathias von Puttkamer das Gut Malchow (heute polnisch: Malechowo) und erwarb dafür Kummerzin (Komorczyn), Dubberzin (Dobrzęcino) und Schlönwitz. Im Jahre 1510 wurden Teile an die Familie von Below verpfändet, so dass diese in Schlönwitz bis 1549 genannt wird.
1655/56 wiederum werden die Familie von Kleist und von Krockow als Besitzer genannt, letztere wohl durch Einheirat in die Familie von Below. 1773 ist das Dorf ganz im Besitz derer von Krockow. Um 1840 heiratet Waleska Gräfin von Krockow den Hauptmann Hermann von Blumenthal aus Quackenburg (Kwakowo), und in dem Besitz dieser Familie bleibt das Gut Schlönwitz bis 1945.
Groß Schlönwitz wurde in den Napoleonischen Kriegen von den Franzosen niedergebrannt, anschließend dann wieder aufgebaut. 1939 kommt es zum Brand des Guts-Herrenhauses und mehrerer Stallgebäude. Ein Wiederaufbau bzw. Neubau wurde durch den ausbrechenden Zweiten Weltkrieg zunichtegemacht.
Im Jahre 1939 wurden in Groß Schlönwitz 404 Einwohner gezählt, die in 93 Haushaltungen lebten. Im Jahre 1818 bewohnten das Dorf 233 Menschen. Die mitten im Dorf gelegene Volksschule war bis zum Ersten Weltkrieg einklassig und wurde danach zweiklassig ausgebaut.
Bis 1945 gehörte Groß Schlönwitz zum Amtsbezirk Franzen (Wrząca) im Kreis Schlawe. Letzter deutscher Amtsvorsteher war Rittmeister a. D. Otto Puttkamer. In Franzen befand sich auch das Standesamt, und zuständiges Amtsgericht war Schlawe (Sławno). Bis zu seiner Verschleppung 1945 durch die „Rote Armee“ war Friedrich Hein Bürgermeister in Groß Schlönwitz.
Im Jahre 1945 flüchteten die Einwohner vor den herannahenden sowjetischen Truppen, wurden jedoch eingeholt und zur Rückkehr gezwungen. Es kam zu zahlreichen Erschießungen und Verschleppungen. Die Bevölkerung wurde vertrieben, und Groß Schlönwitz kam unter dem Namen Słonowice in polnische Hand. Es ist heute ein Dorf der Gmina Kobylnica (Kublitz).

### Ortsgliederung bis 1945
Vor 1945 gehörten zur Gemeinde Groß Schlönwitz noch drei Wohnplätze:
1. Dubberzin (polnisch Dobrzęcino), Gutshof mit Landarbeiterhäusern, einen Kilometer westlich, Größe: 580 Hektar
2. Schlönwitz (Bahnhof) (Słonowice – przystanek kolejowy), zwei Kilometer östlich des Dorfes, Wohnungen für den Bahnhofsvorsteher sowie vier Bahnarbeiterfamilien sowie Siedler- und Bauernfamilien
3. Klein Schlönwitz (Słonowiczki), drei Kilometer südlich liegendes Bauerndorf, früher auch Jung Schlönwitz genannt

## Kirche

### Kirchengemeinde
Groß Schlönwitz war bis 1945 ein selbständiges Kirchspiel, zu dem fast 98 % der Einwohner gehörten und in das die Ortschaften Besow (polnisch: Bzowo), Dubberzin (Dobrzęcino), Egsow (Kczewo), Friedrichshof (Ciechomice), Klein Franzen (Wrząckie), Klein Runow (Runowo Sławieńskie), Klein Schlönwitz (Słonowiczki) und Kummerzin (Komorczyn) eingepfarrt waren.
Das Kirchspiel Groß Schlönwitz lag im Kirchenkreis Schlawe der Kirchenprovinz Pommern der evangelischen Kirche der Altpreußischen Union. Das Kirchenpatronat übten zuletzt die Gutsbesitzer von Blumenthal (Groß Schlönwitz) und von Wolzogen (Dubberzin) aus. Im Jahre 1940 gehörten 2343 Gemeindeglieder zur Pfarrei.
Von 1937 bis 1939 war das Pfarrhaus in Groß Schlönwitz das illegale Predigerseminar der Bekennenden Kirche unter Dietrich Bonhoeffer und Eberhard Bethge, nachdem die NS-Regierung das Predigerseminar Finkenwalde bei Stettin geschlossen hatte.
Heute gehört Słonowice zum Kirchspiel Słupsk (Stolp) in der Diözese Pommern-Großpolen der polnischen Evangelisch-Augsburgischen Kirche.
Die zahlenmäßig wenigen katholischen Einwohner von Groß Schlönwitz gehörten bis 1945 zur Pfarrgemeinde in Stolp.
Heute ist die ehemals evangelische Pfarrkirche der Katholischen Kirche in Polen übereignet und dient den Słonowicer Katholiken als Gotteshaus.

#### Dorfkirche
Der Ursprung der ehemals evangelischen Pfarr- und seit 1945 katholischen Filialkirche St. Stanislaus Kostka (kościół św. Stanisława Kostki) dürfte auf das 13. bzw. 14. Jahrhundert zurückgehen. Vom alten Baubestand stammt noch der Glockenturm aus dem 14. Jahrhundert (Inschrift der alten, 1336 gegossenen Glocke). Er besteht aus Ziegelmauerwerk mit einzelnen eingemauerten Feldsteinen.
Das übrige Kirchengebäude wurde erst nach 1892 im neugotischen Stil gebaut. Das Renaissance-Taufbecken von 1658 und die barocke Kanzel dürften aus der früheren Kirche stammen. Die Kanzel ruht auf einer betenden Engelsfigur, auf der in reicher Schnitzerei die vier Evangelisten mit ihren Symbolen dargestellt sind.
Der alte Friedhof von Groß Schlönwitz lag auf dem Kirchengrundstück. Auf ihm befand sich auch das Grab des Rittmeisters Hermann von Blumenthal, der 1863 gestorben war.
Der neue Friedhof mit einer kleinen Kapelle befand sich hundert Meter nördlich vom Ortsausgang entfernt an der Straße nach Reblino.

#### Pfarrer bis 1945
1. Martin Körner, 1554–1593
2. Joachim Maas, 1594–?
3. Matthias Husing, ?–1614
4. Johann Gutzlavius, 1614–?
5. Erdmann Mauritius (Moritz), 1647–1695
6. Matthias Vanselow, 1695–1736
7. Petrus Schweder, 1737–1743
8. Johann Ephraim Neumann, 1743–1787
9. Ernst Theodor Haken, 1788–1805
10. David Rudolph Neumann, 1807–1859
11. Karl Friedrich Wilhelm Köppen, 1859–1891
12. Reinhold Ludwig Traugott Witte, 1893–?
13. Franz Jeroschewitz, ?–1935
14. Erwin Schutz, 1935–1942
15. Otto Range, 1942–1945